# Arseni Tarkovski
Arseni Aleksándrovich Tarkovski (Арсений Александрович Тарковский, Elisavetgrad, Imperio ruso, 24 de junio de 1907 — Moscú, Unión Soviética, 27 de mayo de 1989) fue un poeta soviético y ruso. Sus poemas aparecen en las películas El espejo (1975),  Stalker (1978) y Nostalghia (1983), dirigidas por su hijo Andréi Tarkovski, destacado director de cine y en el cuarteto para cuerda de Kaija Saariaho Nenúfar (Nymphea), de 1987.
Arseni Tarkovski nació en Elisavetgrad, en una familia de populistas, el 24 de junio de 1907. Su padre Aleksandr fue quien le inculcó el amor por la poesía: con tan sólo siete años, lo llevaba a las actuaciones de los poetas capitalinos Fiódor Sologub, Ígor Severianin y Konstantín Balmont. 
En 1924, Arseni se trasladó a Moscú y desde 1924 a 1925, escribió en un diario para los trabajadores del ferrocarril llamado "Gudok".
Arseni Tarkovski logró una sección que constaba de una columna escrita en verso, lo cual supuestamente resultaba más fácil de leer que un editorial en prosa. Cada día, Tarkovski escribía estos editoriales o buscaba a alguien que lo hiciera. La poesía de esta columna no era, por lo general, de buena calidad. De 1925 a 1929 estudió literatura en la Universidad del Estado. Al mismo tiempo, traducía poesía del turco, del georgiano, del armenio y del árabe. Durante la Segunda Guerra Mundial trabajó en el periódico de la Marina Boeváya Trevoga (Alarma de Guerra).
Fue amigo de Marina Tsvetáyeva, eminente poeta rusa, y a veces se le alude como "el último amor de Marina Tsvietáieva". Después del suicidio de la poeta en 1941, Arseni le dedicó un ciclo de poemas. Fue corresponsal de guerra en la Segunda Guerra Mundial, y sufrió la amputación de una pierna.
Aunque escribió poesía durante toda su vida, no publicó nada hasta llegar a la cincuentena, edad a partir de la cual verían la luz nueve de sus libros:
- Перед снегом - Antes de la nieve (1962);

- Земле земное - A la Tierra, lo terrestre (1966);

- Вестник - El mensajero (1969);

- Стихотворения - Versos (1974);

- Зимний день - Un día de invierno (1980);

- Избранное - Obras escogidas (1982);

- Стихи разных лет - Versos de distintos años (1983) - compilación;

- От юности до старости - De la juventud a la vejez(1987)

- Благословенный Свет - La luz bendita (publicación póstuma de 1993).

Gran parte de su vida transcurrió en Moscú, donde murió el 27 de mayo de 1989 a causa del cáncer.